# Krigsåret 1881

## Pågående krig
- Första boerkriget (1880–1881)[1]

- Mahdistupproret (1881-1899)

- Salpeterkriget (1879–1883)[2]
  - Peru och Bolivia på ena sidan.
  - Chile på andra sidan.

## Händelser
- 13 januari – Slaget vid San Juan och Chorrillos.
- 28 januari – Slaget vid Laing's Nek.
- 8 februari – Slaget vid Schuinshoogte.
- 27 februari – Slaget vid Majuba Hill.
- 26 juni – Slaget vid Sangra.
- 12 augusti – Slaget vid Carrizo Canyon.

## Födda
- 30 maj – Georg von Küchler, tysk generalfältmarskalk.
- 7 augusti – François Darlan, fransk amiral och chef för franska marinen.
- 8 augusti – Ewald von Kleist, tysk generalfältmarskalk.
- 5 september – Henry Maitland Wilson, brittisk fältmarskalk.
- 12 november – Maximilian von Weichs, tysk generalfältmarskalk.
- 22 november – Enver Pascha, osmansk krigsminister och generalstabschef.
- 4 december – Erwin von Witzleben, tysk generalfältmarskalk.
- 25 december – John Dill, brittisk fältmarskalk och chef för brittiska imperiets generalstab.

## Avlidna
- 20 mars – Justin Clinchant, fransk general.
- 27 april – Ludwig von Benedek, österrikisk fältmarskalk.
- 13 juli – John C. Pemberton, amerikansk general.
- 13 september – Ambrose Burnside, amerikansk överbefälhavare.

### Fotnoter
1. ↑  ”Chronological List of All Wars”. Arkiverad från originalet den 9 oktober 2014. https://web.archive.org/web/20141009082543/http://www.correlatesofwar.org/COW2%20Data/WarData_NEW/WarList_NEW.pdf. Läst 30 juni 2011.
2. ↑  ”World Statesmen”. http://www.worldstatesmen.org/WARS.html. Läst 28 juni 2011.